# 犯罪交渉人ゆり子
『犯罪交渉人ゆり子』（はんざいこうしょうにんゆりこ）は、2001年から2013年までテレビ東京・BSジャパン（現：BSテレビ東京）共同制作で放送されたテレビドラマシリーズ。全4回。主演は市原悦子。
放送枠は「女と愛とミステリー」（第1期）、「水曜ミステリー9（第2期）」（第2期）。
2013年に『新・犯罪交渉人 百合子』とタイトルを変更。

## キャスト

### レギュラー
野々村百合子
演 - 市原悦子
元警視庁科学捜査研究所特別職・犯罪交渉人。
曽根元
演 - 火野正平（第1作・第2作）
百合子の義理の弟。
向井真知子
演 - 岩崎ひろみ（第3作・新 第1作）
警視庁捜査一課SIT交渉班。犯罪交渉人見習い（第3作）。

### ゲスト

#### 犯罪交渉人ゆり子（第1期）
第1作（2001年）
- 田丸耀子（科学捜査研究所・交渉人） - 斎藤陽子
- 夏目美樹（科学捜査研究所・臨床心理学者） - 大島さと子
- 矢野高弘（元銀行員） - 尾美としのり
- 内舘智恵子（内舘の妻） - 金久美子
- 池田栄子 - 石井トミコ
- 板東勝（立てこもり犯） - 岸端正浩
- 板東久江（板東の妻） - 小林香織
- 平山麻琴（女子大生） - 太田有美
- 内舘一紀（内舘の息子） - 有岡大貴
- 美術館館長 - 野村信次
- タクシードライバー - 椎名泰三
- 矢野あや子（患者） - 須藤優佳
- 捜査員 - 金藤洋司
- 刑事 - 寺林伸悟、長谷川治
- 食堂店主 - 志賀圭二郎
- 戸塚啓太（特殊班係長） - 松井範雄
- 所轄署幹部 - 南條豊
- 植木研作（警視庁捜査一課 刑事） - 塩見三省
- 内舘紀雄（緑ケ丘警察署 署長・警視正） - 柴俊夫

第2作「水上温泉立てこもり事件」（2002年）
- 飯島英司（元コンビニ経営者） - 平田満
- 児玉綾人（児玉とかずの息子） - 高橋一生
- 佐々木敏子（旅館「洞元荘」女将） - 姿晴香
- 児玉節郎（刑事） - 河西健司
- 安西（群馬県警 警視正） - 潮哲也
- 広瀬（群馬県警 刑事） - 有福正志
- 大河内史江 - 石井トミコ
- 下条明美（老人ホーム「緑寿園」職員） - 小柳友貴美
- 小島聡（コンビニ店員） - 松嶋亮太
- 種田（署長） - 鶴田忍
- 和田路男（逃亡犯） - 光宣
- 児玉かず（児玉の妻） - 山口いづみ
- 湯川孝子（老人ホーム「緑寿園」入居者） - 加藤治子（特別出演）
- 佐藤江梨子、立石涼子、大河内浩、越村公一、鯨エマ、由起艶子

第3作「鳥羽・答志島に、ゆり子監禁！」（2004年）
- 勢力昌三（刑事） - 布施博
- 山下哲夫（山下金属 社長） - 佐戸井けん太
- 濱口宏美（濱口の妻） - 山下容莉枝
- 和田修一（元ファミリーレストラン経営者） - 伊藤洋三郎
- 光男（寝屋子） - 近童弐吉
- 洋介（寝屋子） - 堀勉
- 敦（寝屋子） - 浜田道彦
- 交番巡査 - 志賀圭二郎
- 管理官 - 望月太郎
- 神谷板金 従業員 - 俵木藤汰
- 刑事 - 宇納侑玖、斉藤文太、伊藤竜也
- 濱口浩司（10年前に刺殺されたサラリーマン） - 首藤健祐
- 笠原正三郎（一人暮らしの老人） - 織本順吉
- 中村辰信（寝屋親） - 北村総一朗

#### 新・犯罪交渉人 百合子（第2期）
第1作「伝説の交渉人が再び緊迫現場へ…11人拘束バスジャック犯との闘い！人質から意外な突破口？家族再生の道」（2013年）
- 小寺薫（ハウスクリーニング店経営） - 有森也実
- 小寺拓（薫の夫・居酒屋「魚天仁」水道橋店 店長） - 正名僕蔵
- 五十嵐敏子（病院勤務・百合子の友人） - 濱田マリ
- 木下賢太（バスジャック犯） - 金山一彦
- 児玉謙一（警視庁捜査一課SIT突入班） - 浜田学
- 杉山京子（木下の元妻） - 赤間麻里子
- 吉田龍一（警視庁捜査一課 課長） - 井上高志
- 末永（マスコミ） - 近童弐吉
- 西野亘（警視庁捜査一課SIT交渉班） - 樋口浩二
- 啓子の秘書 - 李千鶴
- 居酒屋店長 - 加瀬信行
- 中年の巡査 - 越村公一
- バス乗客 - 藤田清二
- 警官 - 新虎幸明
- リポーター - 西山宏幸、佐川和正、矢口恭平
- 敏子の同僚 - 津留崎夏子
- 薫の店の社員 - 乙倉遥
- 植垣裕貴（啓子の息子） - 市川理矩
- 小寺翔平（小寺と薫の息子） - 近藤將正
- 木下太郎（木下の息子） - 谷天翔
- 畑中良（敏子の息子） - 高橋瞳天
- 植垣啓子（ケイスターコーポレーション 社長） - 長谷直美
- 栗原祐一（百合子の近所の住人） - 宝田明
- 浪江慶四郎（警視庁捜査一課SIT理事官） - 永島敏行

## スタッフ
- 原案 - 毛利元貞「犯罪交渉人」角川書店
- 脚本 - 西岡琢也
- 監督 - 黒沢直輔
- 音楽（2.3） - 上田益
- 選曲 - 合田豊（2.3）、合田麻衣子（新）
- カースタント - ウェルムーブ（3）、シールズ（高橋昌志）（新）
- 警察監修（3） - 伊藤鋼一
- ガンエフェクト（3） - 早川光
- 技術協力 - 映広（1）、東映化学TOVIC（1）、オムニバス・ジャパン（2.3）、フォーチュン（新）、アムレック（新）
- 美術協力 - テレビ朝日クリエイト（2.3）、舞クリエーション（2.3）、山崎美術（新）
- スタジオ（1） - 東宝ビルト
- プロデュース - 中川好久（1）、椿宜和、藤本一彦（2.3）、冨田英樹（新）、宮内貴子（新）
- 製作 - テレビ東京、BSジャパン、トスカドメイン（角川映画）

## 放送日程
| 話数                  | 放送日           | サブタイトル                                                                                     | 脚本             | 監督             | 視聴率           |
| 犯罪交渉人ゆり子      | 犯罪交渉人ゆり子 | 犯罪交渉人ゆり子                                                                                 | 犯罪交渉人ゆり子 | 犯罪交渉人ゆり子 | 犯罪交渉人ゆり子 |
| --------------------- | ---------------- | ------------------------------------------------------------------------------------------------ | ---------------- | ---------------- | ---------------- |
| 1                     | 2001年6月13日    |                                                                                                  | 西岡琢也         | 黒沢直輔         | 11.4%            |
| 2                     | 2002年4月03日    | 水上温泉立てこもり事件                                                                           | 西岡琢也         | 黒沢直輔         | 08.0%            |
| 3                     | 2004年2月18日    | 鳥羽・答志島に、ゆり子監禁！                                                                     | 西岡琢也         | 黒沢直輔         | 08.8%            |
| 新・犯罪交渉人 百合子 |                  |                                                                                                  |                  |                  |                  |
| 1                     | 2013年9月18日    | 伝説の交渉人が再び緊迫現場へ…11人拘束バスジャック犯との闘い！ 人質から意外な突破口？家族再生の道 | 西岡琢也         | 黒沢直輔         | 08.2%            |

- 視聴率はビデオリサーチ調べ、関東地区・世帯